# Taurische Bergotter
Die Taurische Bergotter (Montivipera bulgardaghica, Syn.: Vipera bulgardaghica) ist eine Art der Bergottern (Montivipera) innerhalb der Vipern (Viperidae). Ihre Verbreitung ist auf das Gebiet am Bulgar Dagh im Taurusgebirge im Süden der Türkei beschränkt.

## Merkmale
Die Taurische Bergotter erreicht eine durchschnittliche Länge von etwa 50 bis 60 cm. Die Grundfarbe ist braungrau mit einer Rückenzeichnung aus versetzt stehenden dunklen, rechteckigen Flecken, die teilweise zu einem Band verschmelzen können. An den Körperseiten haben die Tiere zudem kleine und runde dunkle Flecken. Die Bauchseite ist grau und leicht getüpfelt. Von der Schläfe zieht sich ein Schläfenband über die Augen bis zum Mundwinkel.
Der Kopf ist deutlich vom Rest des Körpers  abgesetzt. Die Augen besitzen vertikale Pupillen. Die Kopfoberseite ist von 35 bis 43 kleinen Einzelschuppen bedeckt, wobei 6 Schuppen nebeneinander an der schmalsten Stelle zwischen den Überaugenschilden (Supraocularia) liegen. Unterhalb der Augen befindet sich eine Reihe von Unteraugenschilden (Subocularia), darunter liegen 9 Oberlippenschilde (Supralabialia). Das oberste Voraugenschild berührt das Nasale. Die Körperschuppen sind gekielt. Um die Körpermitte liegen meistens 23, seltener 25, Schuppenreihen. Die Unterschwanzschilde (Subcaudalia) sind wie bei allen Arten der Gattung geteilt.

## Verbreitung und Lebensraum

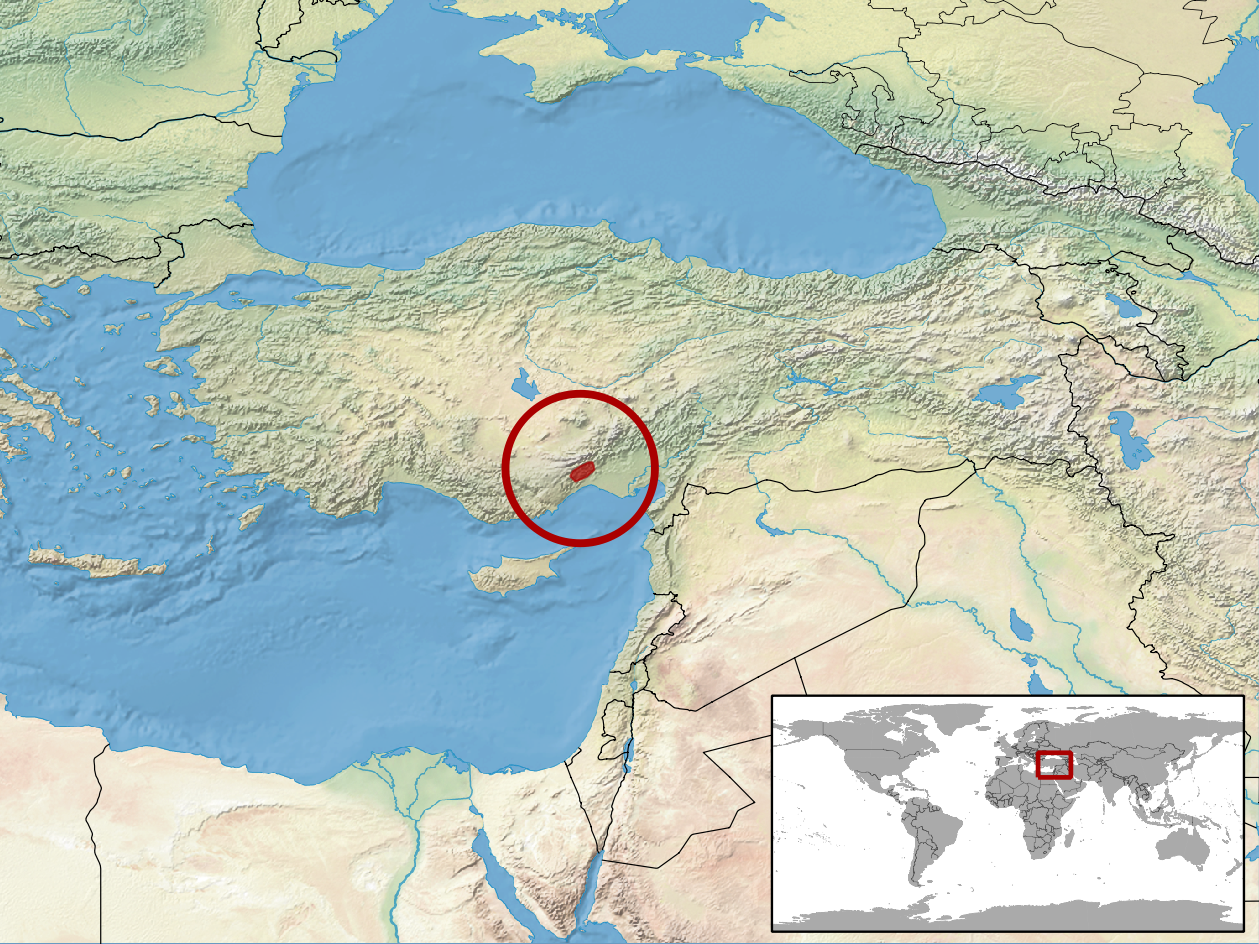
Verbreitungsgebiet

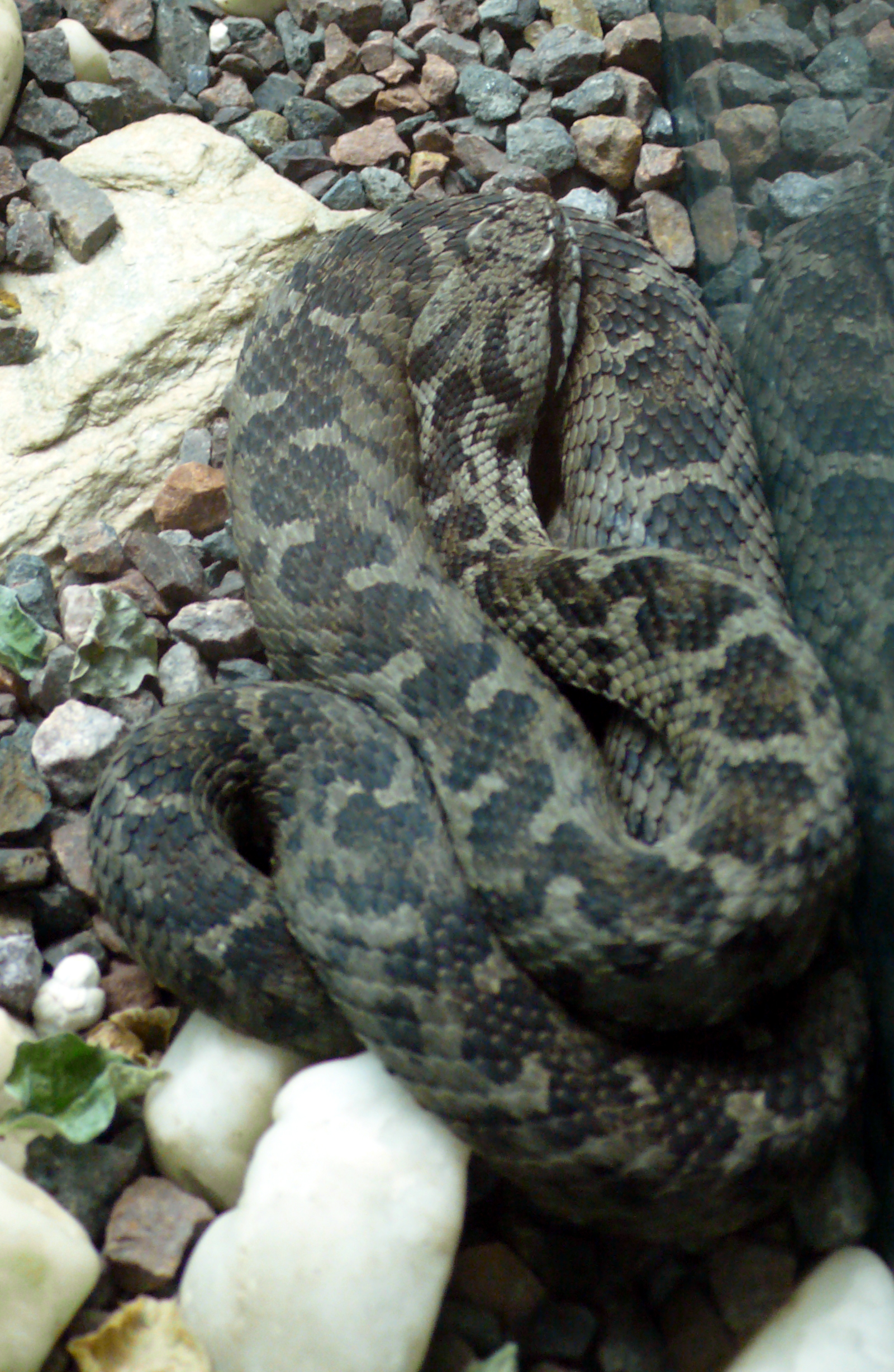
Taurische Bergotter (Montivipera bulgardaghica)

Die Taurische Bergotter ist nur in den höheren Berglagen am Bulgar Dagh im Taurusgebirge im Süden der Türkei zu finden. Als Lebensraum bevorzugen die Tiere felsige Bergwiesen mit krautiger Vegetation in Höhen von 2100 bis 2700 m.

## Lebensweise
Über die Lebensweise der Taurischen Bergotter ist nur sehr wenig bekannt, man nimmt ein ähnliches Verhalten wie bei der Libanesischen Bergotter (M. bornmuelleri) und der Kleinasiatischen Bergotter (M. xanthina) an. Sie ist relativ träge, kann jedoch bei Bedrohung sehr schnell zubeißen. Als Warnlaut gibt sie ein deutliches Zischen ab. Sie ernährt sich vor allem von Kleinsäugern wie Mäusen und Ratten und ist lebendgebärend (ovivivipar).

## Systematik
Die taxonomische Einordnung der Art befindet sich momentan in der Diskussion, daher finden sich in der Literatur zwei alternative Gattungsbezeichnungen. Traditionell wurde die Bergotter der Gattung Vipera zugeordnet und bildete innerhalb dieser einen Artkomplex mit einer Reihe weiterer Arten, der als Vipera xanthina-Komplex bezeichnet wird. Alle Arten innerhalb dieses Komplexes teilen anatomische Merkmale mit der Bergotter und leben über den kleinasiatischen Raum verstreut in größeren Höhen relativ isolierter Berglandschaften.
Einschließlich der Bergotter gehören der Gattung Montivipera heute folgende Arten an:
- M. albicornuta
- M. albizona
- Libanesische Bergotter (M. bornmuelleri)
- Taurische Bergotter (M. bulgardaghica)
- Elburs-Bergotter (M. latifii)
- Armenische Bergotter (M. raddei)
- Wagners Bergotter (M. wagneri)
- Kleinasiatische Bergotter (M. xanthina)

Einige dieser Arten galten bis vor wenigen Jahren als Unterarten der Kleinasiatischen Bergotter, dabei ist der Artstatus beispielsweise von V. bulgardaghica oder V. albicornuta bis heute umstritten.
1999 wurde für diesen Komplex eine Auslagerung aus der Gattung Vipera unter dem neuen Gattungsnamen Montivipera vorgeschlagen, der sich in der Literatur allerdings nur bedingt durchsetzen konnte. So führen Joger und Nilson 2005 die Bergotter unter dem Artnamen Montivipera xanthina und die Datenbank The Reptile Database hat die Gattung Montivipera als eigene Gattung aufgestellt und von Vipera getrennt. Mallow et al. 2003 führt diese und die anderen Arten jedoch weiterhin unter den etablierten Namen innerhalb der Gattung Vipera und ordnen sie der Untergattung Montivipera zu.
Durch Lenk et al. 2001 wurde die Monophylie der Montivipera-Arten als eigenes Taxon über immunologische Untersuchungen bestätigt. Diese stellen entsprechend den Ergebnissen allerdings die Schwestergruppe zweier Großvipern-Arten (Macrovipera) innerhalb eines Komplexes aus Daboia, Macrovipera und den Montivipera-Arten dar, wodurch die Gattung Vipera mit Einbeziehung der Untergattung Montivipera nicht mehr als natürliche Verwandtschaftsgruppe mit allen Abkömmlingen einer Stammart (monophyletische Gruppe) haltbar und als paraphyletisch zu betrachten ist.
| N.N. | \| \| Montivipera \| \| \| \| \| \| Macrovipera \| \| \| \| |
|      | \| \| Montivipera \| \| \| \| \| \| Macrovipera \| \| \| \| |
|      | Daboia                                                      |
|      |                                                             |
|      | Montivipera                                                 |
|      |                                                             |
|      | Macrovipera                                                 |
|      |                                                             |

|  | Montivipera |
|  |             |
|  | Macrovipera |
|  |             |

| N.N. | \| \| Montivipera \| \| \| \| \| \| Macrovipera \| \| \| \| |
|      | \| \| Montivipera \| \| \| \| \| \| Macrovipera \| \| \| \| |
|      | Daboia                                                      |
|      |                                                             |
|      | Montivipera                                                 |
|      |                                                             |
|      | Macrovipera                                                 |
|      |                                                             |

|  | Montivipera |
|  |             |
|  | Macrovipera |
|  |             |

| N.N. | \| \| Montivipera \| \| \| \| \| \| Macrovipera \| \| \| \| |
|      | \| \| Montivipera \| \| \| \| \| \| Macrovipera \| \| \| \| |
|      | Daboia                                                      |
|      |                                                             |
|      | Montivipera                                                 |
|      |                                                             |
|      | Macrovipera                                                 |
|      |                                                             |

|  | Montivipera |
|  |             |
|  | Macrovipera |
|  |             |

| N.N. | \| \| Montivipera \| \| \| \| \| \| Macrovipera \| \| \| \| |
|      | \| \| Montivipera \| \| \| \| \| \| Macrovipera \| \| \| \| |
|      | Daboia                                                      |
|      |                                                             |
|      | Montivipera                                                 |
|      |                                                             |
|      | Macrovipera                                                 |
|      |                                                             |

|  | Montivipera |
|  |             |
|  | Macrovipera |
|  |             |

| N.N. | \| \| Montivipera \| \| \| \| \| \| Macrovipera \| \| \| \| |
|      | \| \| Montivipera \| \| \| \| \| \| Macrovipera \| \| \| \| |
|      | Daboia                                                      |
|      |                                                             |
|      | Montivipera                                                 |
|      |                                                             |
|      | Macrovipera                                                 |
|      |                                                             |

|  | Montivipera |
|  |             |
|  | Macrovipera |
|  |             |

| N.N. | \| \| Montivipera \| \| \| \| \| \| Macrovipera \| \| \| \| |
|      | \| \| Montivipera \| \| \| \| \| \| Macrovipera \| \| \| \| |
|      | Daboia                                                      |
|      |                                                             |
|      | Montivipera                                                 |
|      |                                                             |
|      | Macrovipera                                                 |
|      |                                                             |

|  | Montivipera |
|  |             |
|  | Macrovipera |
|  |             |

| N.N. | \| \| Montivipera \| \| \| \| \| \| Macrovipera \| \| \| \| |
|      | \| \| Montivipera \| \| \| \| \| \| Macrovipera \| \| \| \| |
|      | Daboia                                                      |
|      |                                                             |
|      | Montivipera                                                 |
|      |                                                             |
|      | Macrovipera                                                 |
|      |                                                             |

|  | Montivipera |
|  |             |
|  | Macrovipera |
|  |             |

| N.N. | \| \| Montivipera \| \| \| \| \| \| Macrovipera \| \| \| \| |
|      | \| \| Montivipera \| \| \| \| \| \| Macrovipera \| \| \| \| |
|      | Daboia                                                      |
|      |                                                             |
|      | Montivipera                                                 |
|      |                                                             |
|      | Macrovipera                                                 |
|      |                                                             |

|  | Montivipera |
|  |             |
|  | Macrovipera |
|  |             |

Diese Ansicht wird bestätigt durch Garrigues et al. 2004, in dem die Vipern eine europäische Sektion aus verschiedenen Vipera-Arten sowie eine orientalische Sektion aus den benannten Gattungen Daboia und Macrovipera sowie den Montivipera-Arten bilden. Heute werden entsprechend alle Arten des xanthina-Kolmplexes der Gattung Montivipera zugeschlagen.

## Gefährdung
Die Taurische Bergotter wird in der Roten Liste der IUCN als kritisch gefährdet eingestuft. Außerdem ist sie als geschützte Art im Anhang III der Berner Konvention gelistet.

## Schlangengift
Das Gift der Taurischen Bergotter ist hämotoxisch, eine ärztliche Behandlung mit einem adäquaten Antivenin ist notwendig.

## Belege
1. ↑  G. Nilson, C. Andrés: The mountain vipers of the middle east – The Vipera xanthina complex (Reptilia, Viperidae). (= Bonner zoologische Monographien. Nr. 20). Bonn 1986, ISBN 3-925382-20-8.
2. ↑  Alle Angaben nach Mallows et al. 2003.
3. ↑  Montivipera In: The Reptile Database; abgerufen am 6. Januar 2011.
4. ↑  Lenk, P., S. Kalayabina, M. Wink, U. Joger: Evolutionary relationships among the true vipers (Reptilia: Viperidae) inferred from mitochondrial DNA sequences. In: Molecular Phylogenetics and Evolution. Band 19, Nr. 1, 2001, S. 94–104 (Volltext-PDF).
5. ↑  Thomas Garrigues,  Catherine Dauga, Elisabeth Ferquel, Valérie Choumet and Anna-Bella Failloux: Molecular phylogeny of Vipera Laurenti, 1768 and the related genera Macrovipera (Reuss, 1927) and Daboia (Gray, 1842), with comments about neurotoxic Vipera aspis aspis populations. In: Molecular Phylogenetics and Evolution. Band 35, Nr. 1, 2005, S. 35–47.
6. ↑  Nikolaus Sümple, Ulrich Joger: Recent advances in phylogeny and taxonomy of Near and Middle Eastern Vipers – an update. In: ZooKeys. Band 31, 2009 (Special Issue) (PDF-Download (Memento des Originals vom 8. Januar 2010 im Internet Archive)  Info: Der Archivlink wurde automatisch eingesetzt und noch nicht geprüft. Bitte prüfe Original- und Archivlink gemäß Anleitung und entferne dann diesen Hinweis.).